# Friedrich Wilhelm von Schadow
Friedrich Wilhelm von Schadow (Berlim, 7 de setembro de 1789 — Düsseldorf, 19 de março de 1862) foi um pintor alemão do romantismo, filho do escultor Johann Gottfried Schadow.
Em 1810, viajou com o seu irmão para Roma e se tornou um dos líderes entre os pintores nazarenos.
Foi professor e diretor da Academia de Arte de Düsseldorf, onde fundou uma escola de pintura. Schadow e alguns de seus pupilos também acompanharam o compositor Frédéric Chopin quando este esteve em visita à cidade de Düsseldorf.

## Galeria

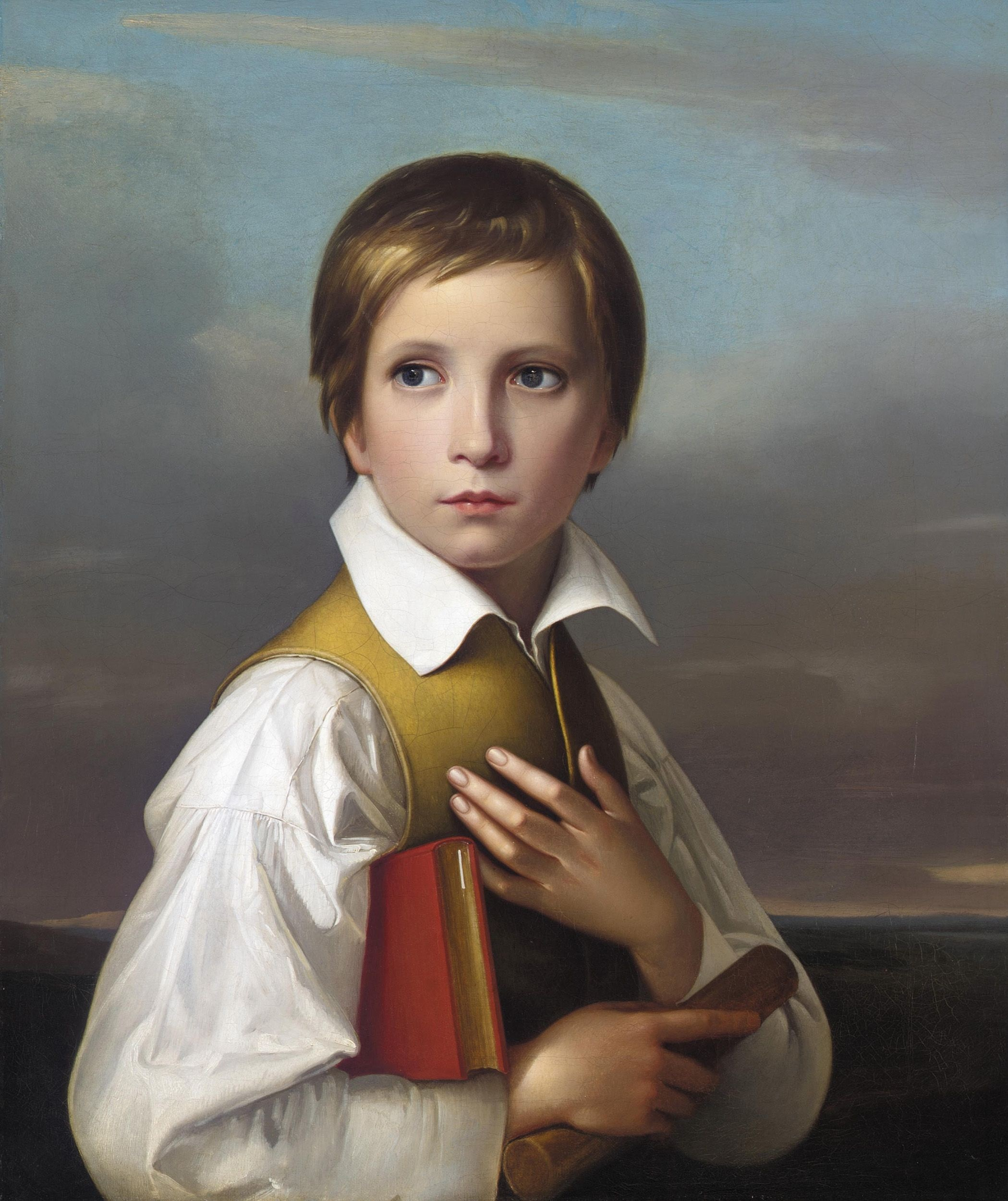
Retrato de Felix Schadow (1819-1861).
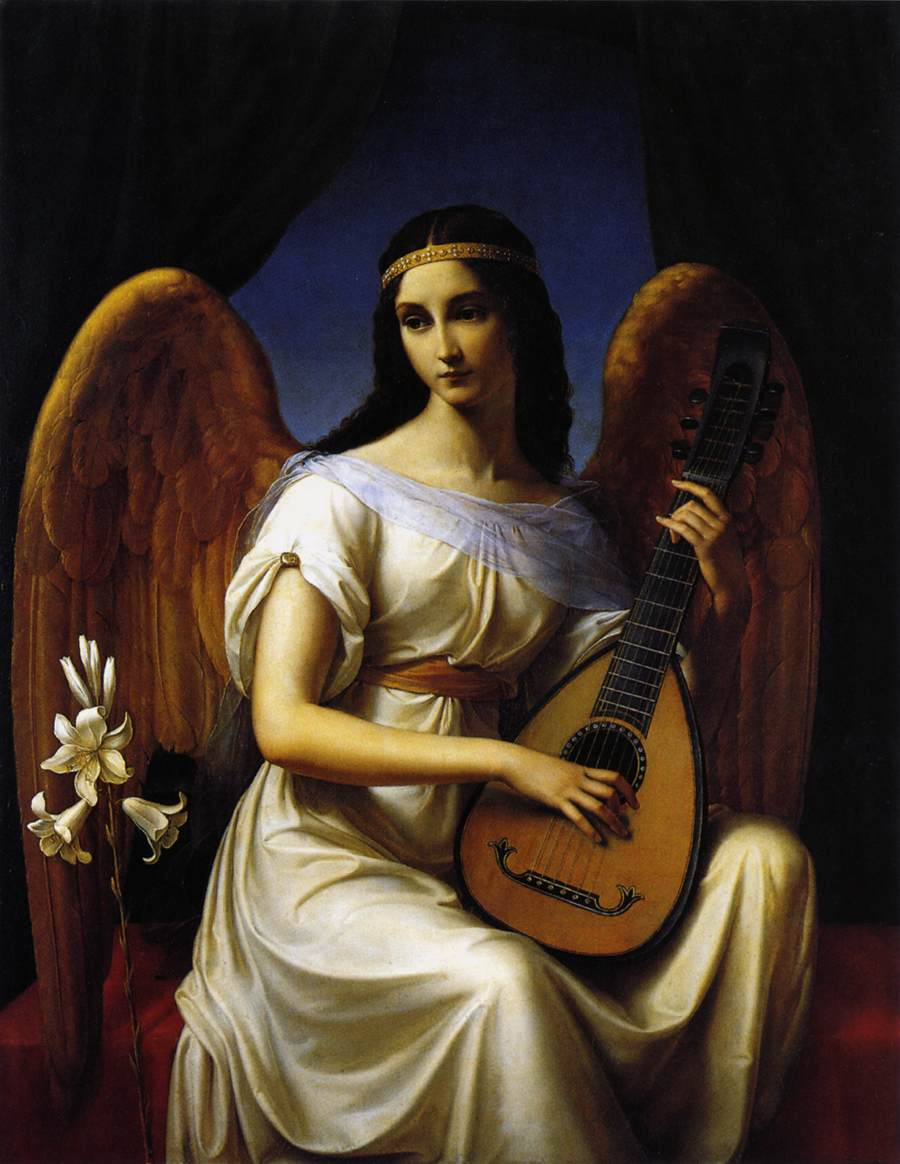
Mignon.
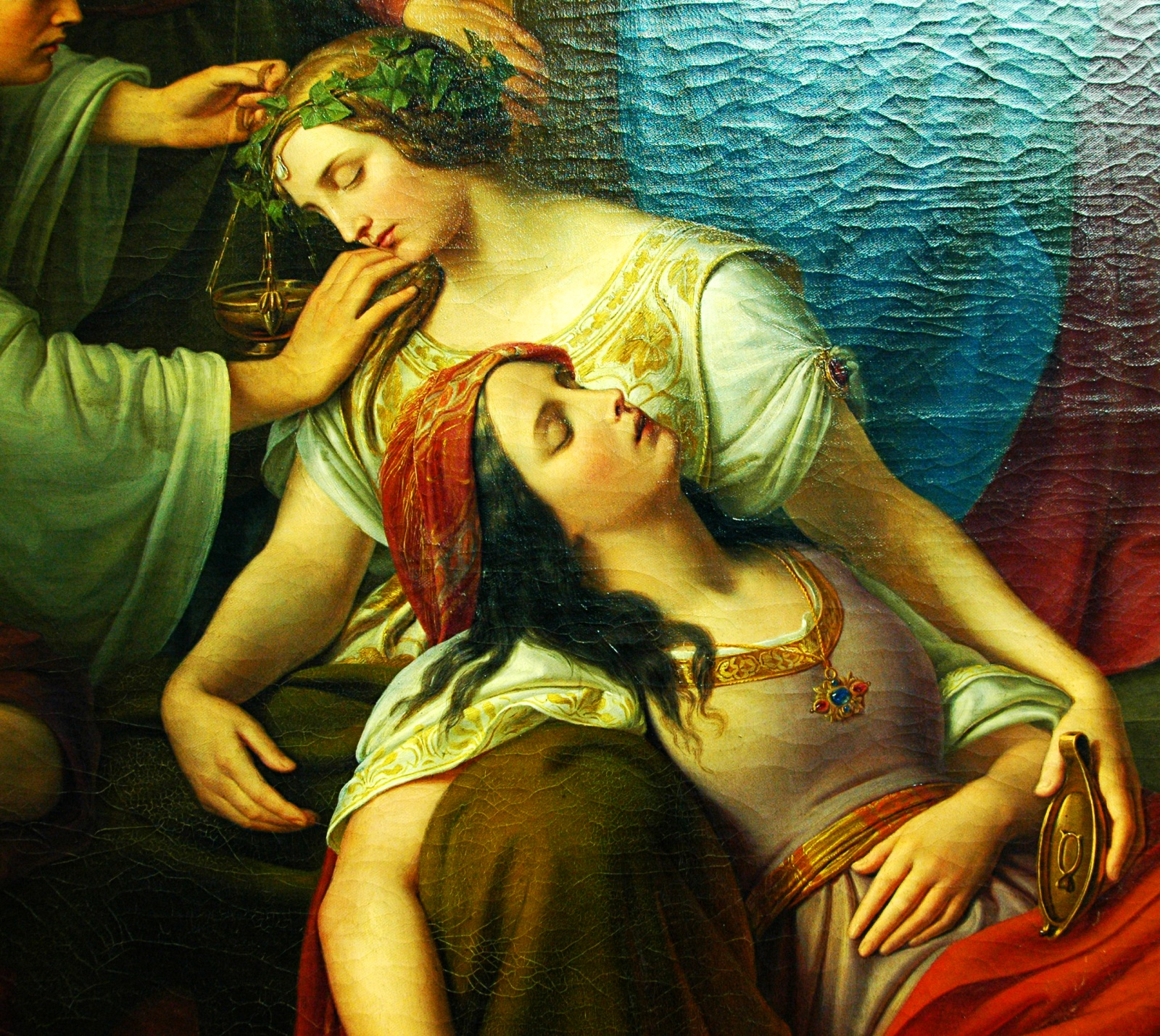
Pormenor de "A parábola das dez virgens".

## Obras literárias
- 1828: Meine Gedanken über eine folgerichtige Ausbildung des Malers.
- 1854: Der moderne Vasari. Erinnerungen aus dem Künstlerleben.
- 1843: Über den Einfluß des Christentums auf die bildende Kunst.